# Gastelyckan

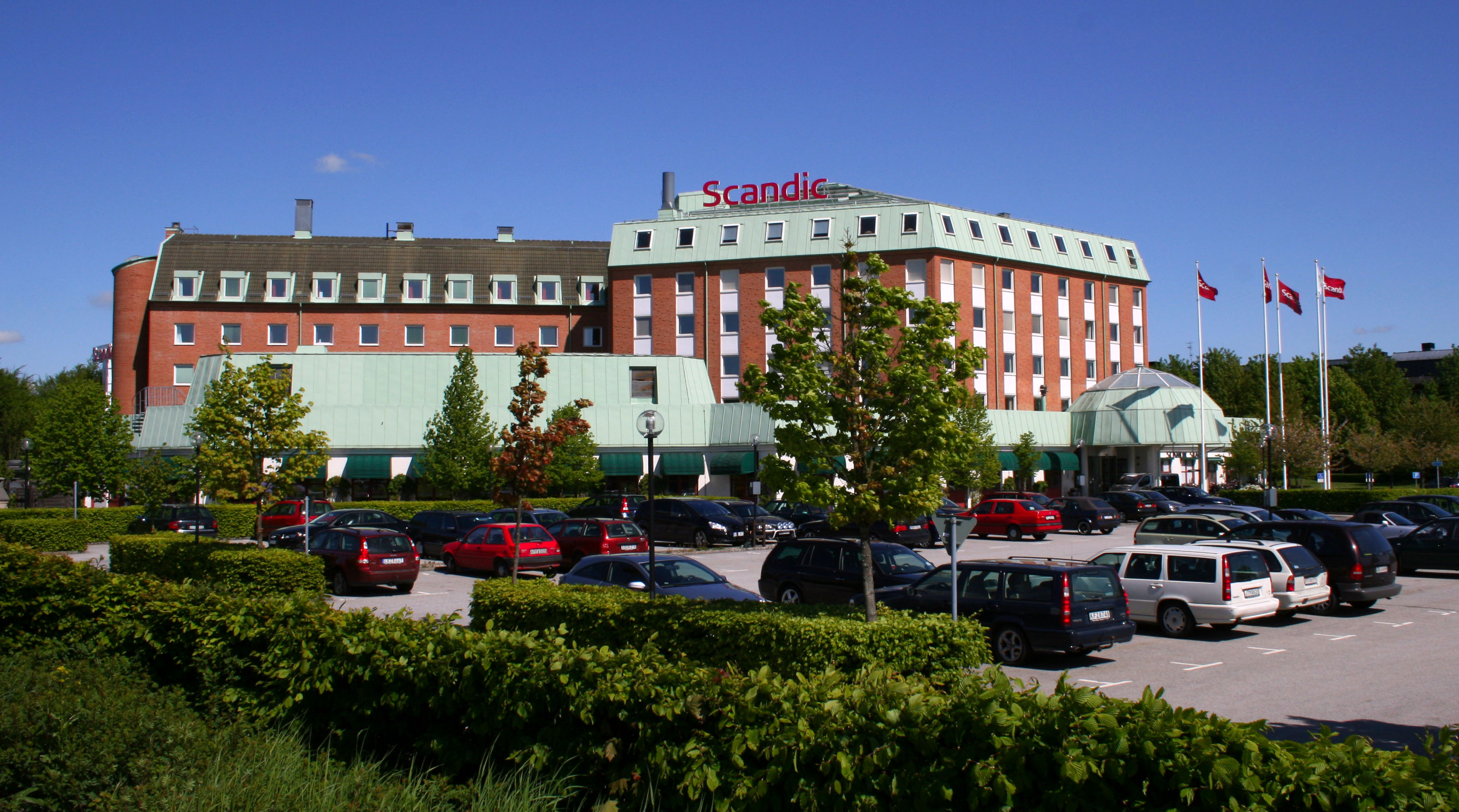
Scandic Hotel på Gastelyckan.

Gastelyckan är en stadsdel och ett företagsområde i Lund. Statistiskt tillhör det stadsdelen Linero. År 1975 började exploateringen av området och år 2004 omfattade bebyggelsen på området ungefär 200 000 kvadratmeter rymmande sammanlagt ungefär 2 500 anställda. Därefter har expansionen fortgått. Området är det största industriområdet i Lunds kommun. Lunds kommun arbetar för att skapa en företagarförening för att synliggöra området.
Utöver företag ligger även vissa offentliga institutioner på Gastelyckan, däribland Lunds brandstation, Lunds kommunala vuxenutbildning, Komvux, bilprovning och Arkivcentrum Syd. Många bilhandlare håller till på Gastelyckan. Där finns också en bussdepå, återvinningsstation, hotell och Jehovas vittnens Rikets sal.
Namnet kan komma av att en av lyckans ägare hetat Gaste. Enligt en senare tolkning skulle namnet snarare ha att göra med gast ’spöke’ eller verbet gasta ’spöka’ på grund av närheten till en äldre avrättningsplats.
Rent geografiskt begränsas Gastelyckan idag av Råbyvägen, Prästavägen, Dalbyvägen och E22:an. Området har ett eget gatunät och gatorna på Gastelyckan har fått namn efter bergarter:
- Kalkstensvägen
- Glimmervägen
- Porfyrvägen
- Skiffervägen

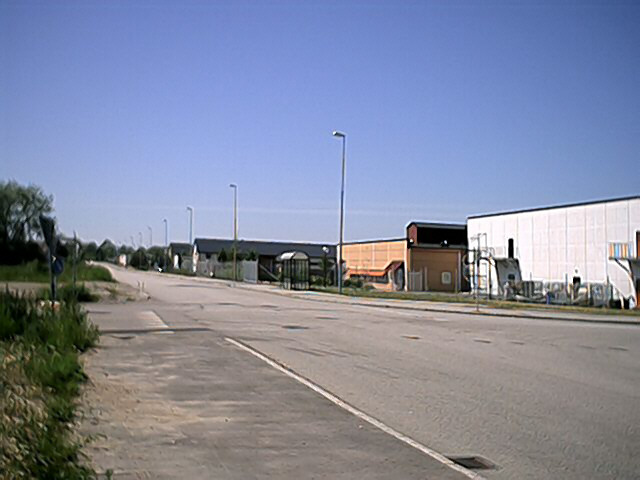
Kalkstensvägen.
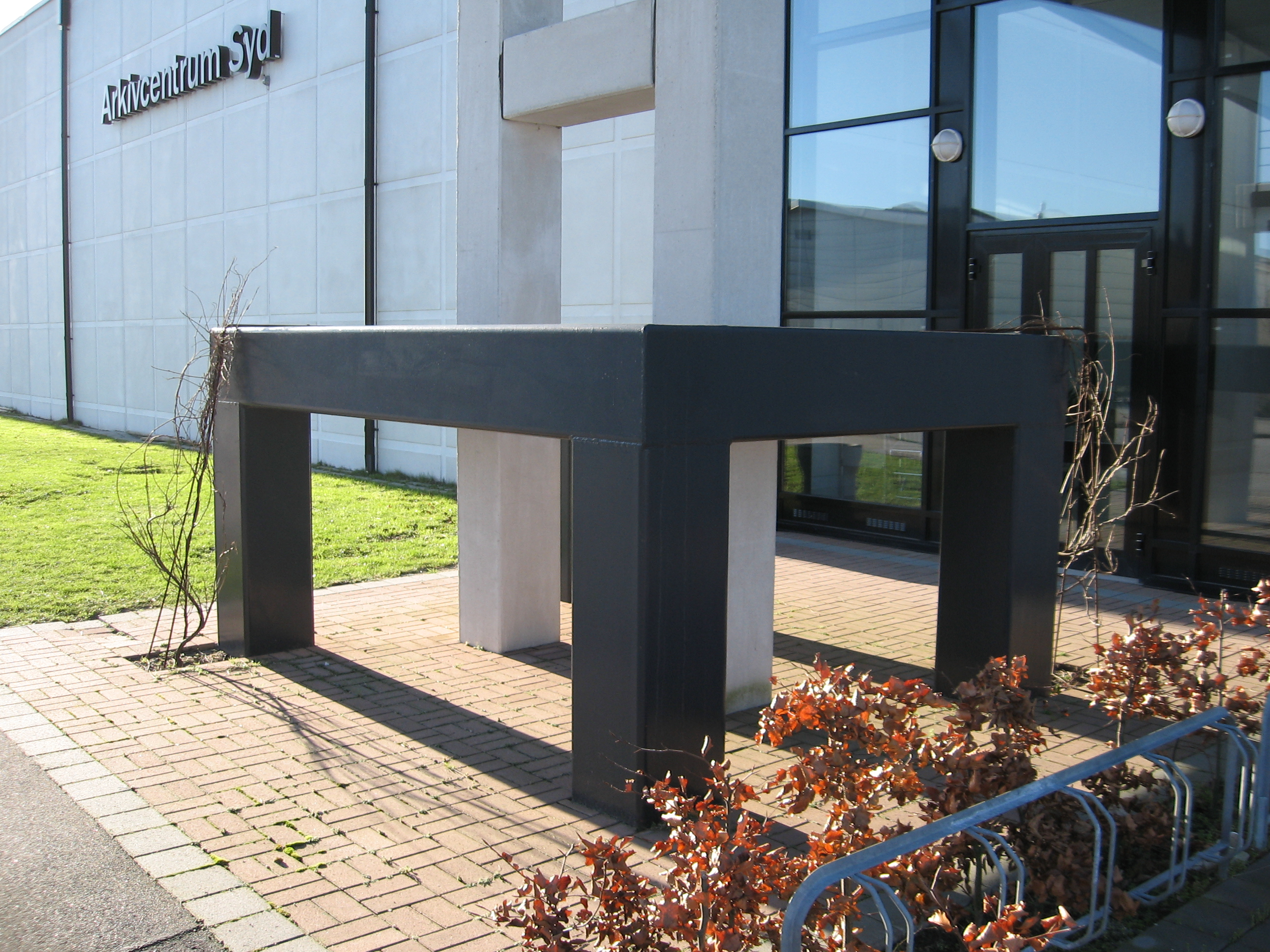
Påkörningsskydd vid Arkivcentrum Syd.
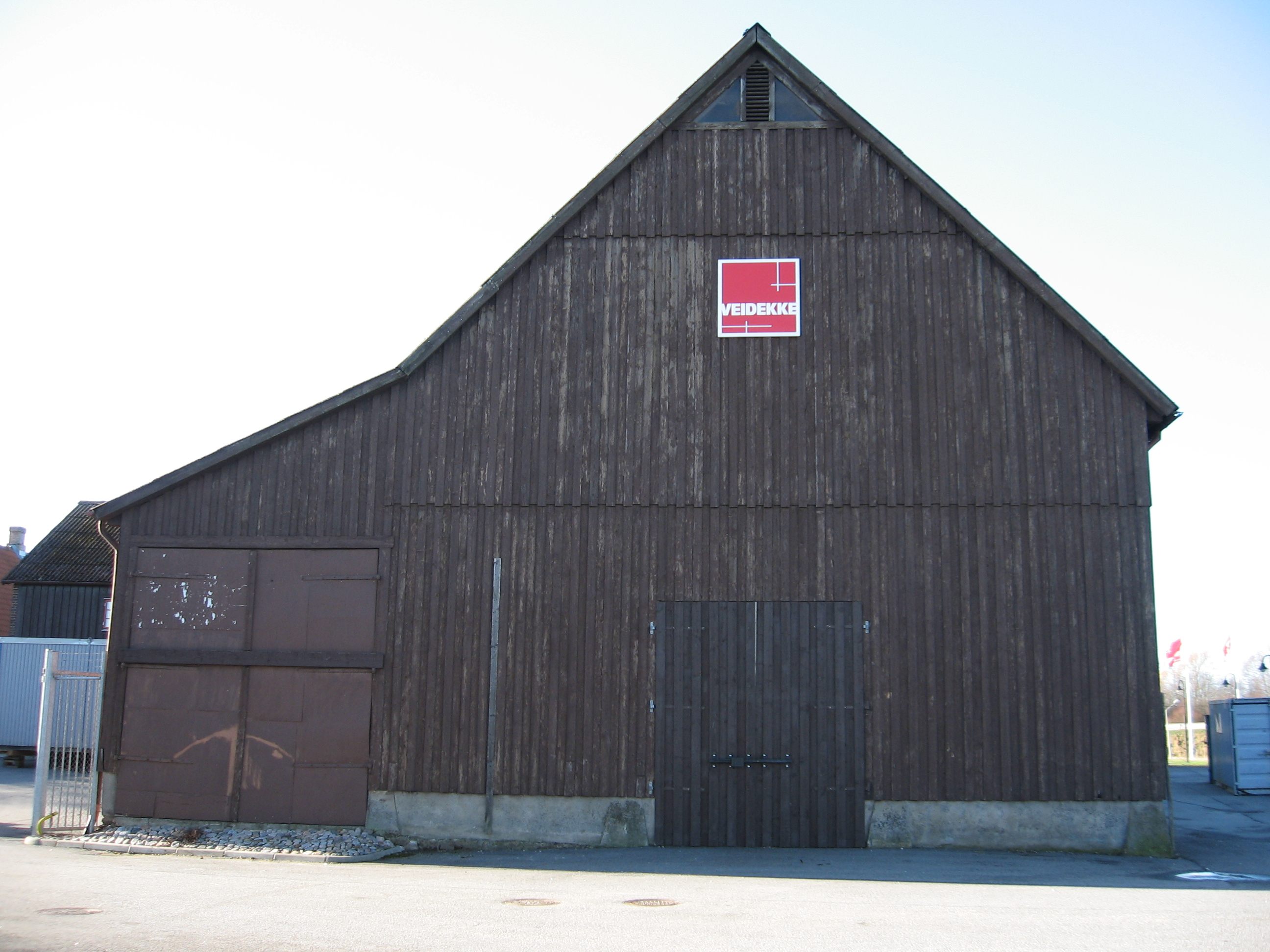
Ett av de fåtaliga exemplen på äldre bebyggelse på Gastelyckan, rivet mars 2007.
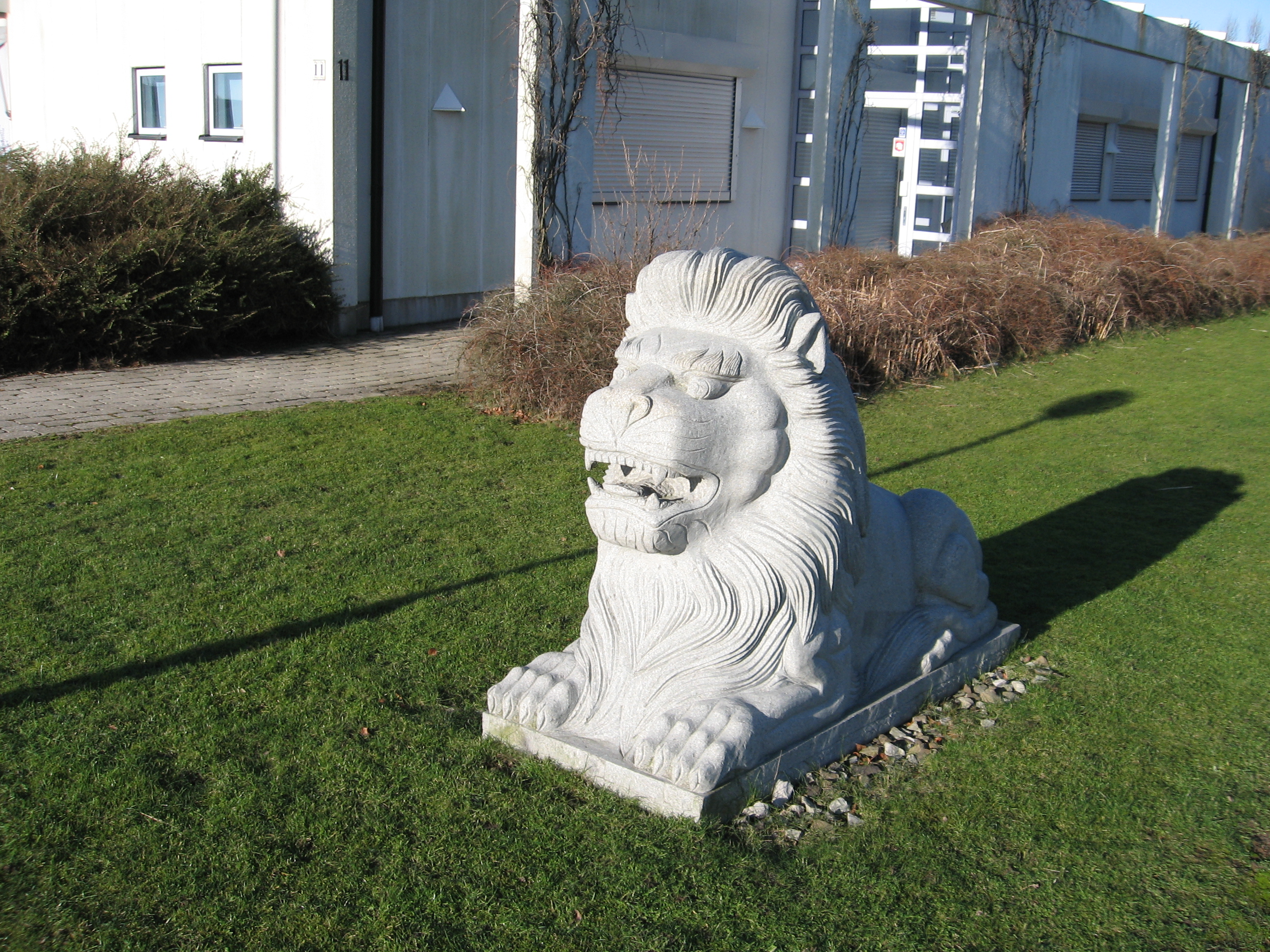
Betonglejon vid en företagslokal.
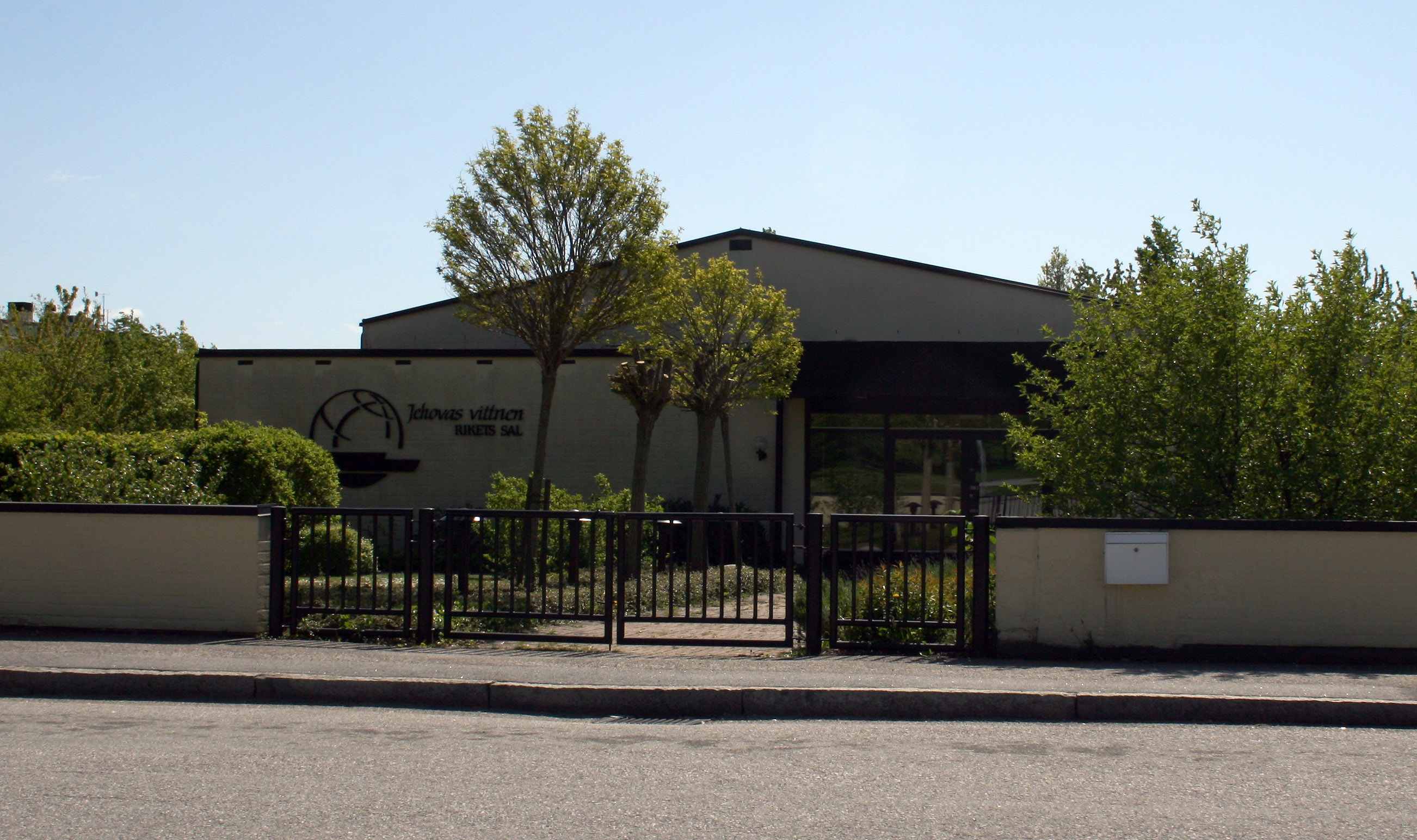
Rikets sal.
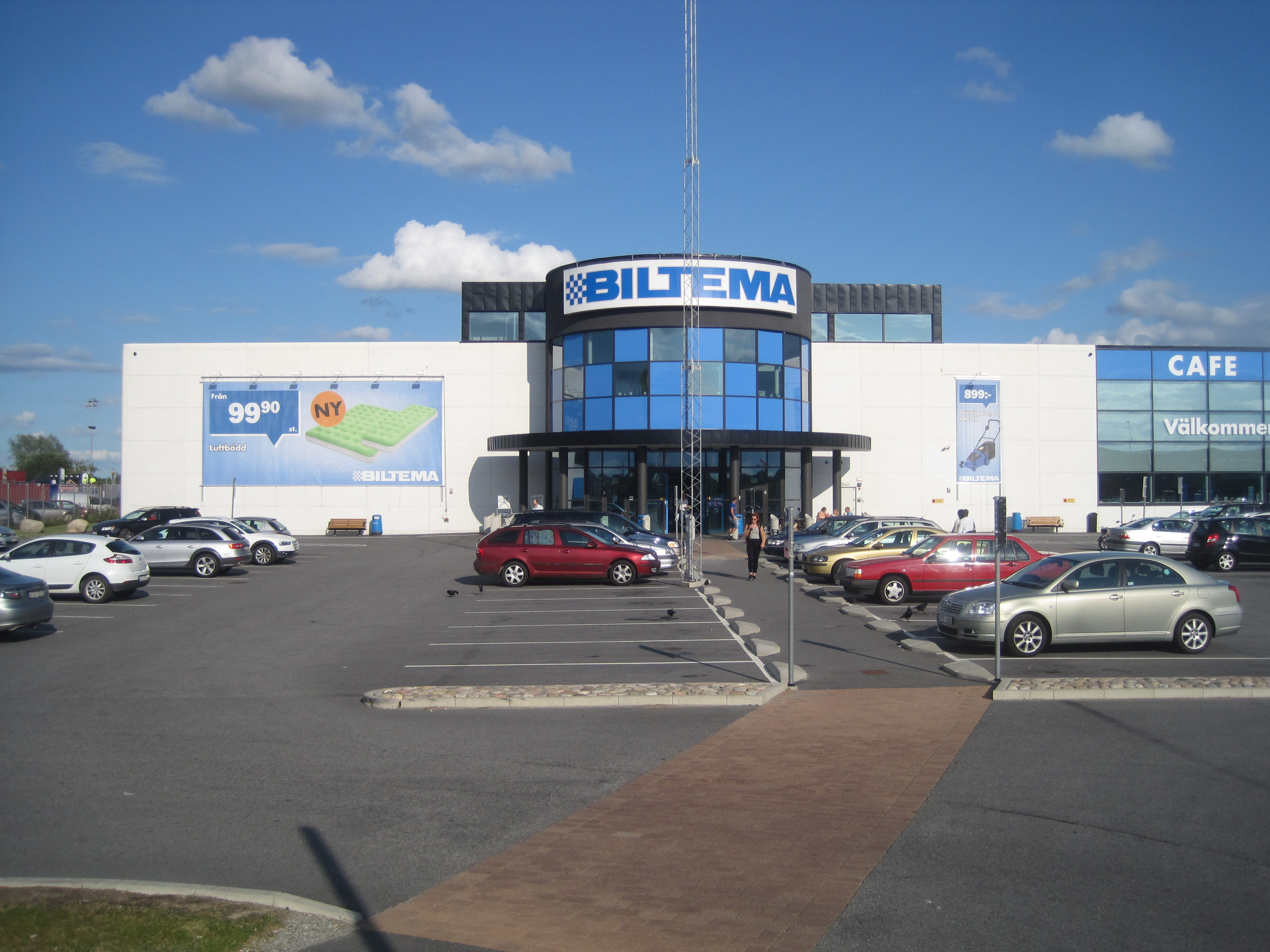
Biltemas butik.